# Super Columbine Massacre RPG!
Super Columbine Massacre RPG!, auch SCMRPG! ist ein Computer-Rollenspiel, das den Amoklauf an der Columbine High School thematisiert. Das Spiel wurde von Daniel Ledonne mit dem Entwicklungsprogramm RPG-Maker erstellt und 2005 als Freeware veröffentlicht.

## Handlung und Spielablauf
Die Handlung ist im Groben in zwei Abschnitte unterteilt. Der Anfang beschreibt den Amoklauf aus der Sicht der beiden Täter, soweit diese durch Medien- und Polizeiberichte bekannt wurde. Der zweite Teil behandelt eine fiktive Begebenheit in der Hölle, die zum Ende hin immer absurder und surrealer wird. Laut Wired sei die Quellenarbeit, mit welcher der Autor die Tat nachzustellen versuche, bemerkenswert. So wurden die Antidepressiva, die einer der Täter nahm, Zeugenaussagen über Dialoge der Amokläufer und von den Tätern hergestellte Videoaufnahmen sowie von ihnen konsumierte Medien in das Spiel übernommen.
Der erste Teil der Handlung ist zum Beginn sehr linear aufgebaut. Penibel wird die Vorbereitung bis zur fehlgeschlagenen Detonation der von den Tätern platzierten Sprengsätze beschrieben. Der folgende Abschnitt behandelt den Amoklauf selbst. Es unterliegt hier der Entscheidung des Spielers, den ersten Teil durch Suizid der Spielfiguren sofort zu beenden oder davor eine beliebige Anzahl an NPCs zu töten. Nach dem Suizid beschreibt das Spiel den Einzug der beiden Protagonisten in die Hölle. Dort kämpfen sie gegen Charaktere aus dem Ego-Shooter Doom, das vielen Presseberichten zufolge eines der Lieblingsspiele der Täter war. Später wird dort eine Begegnung mit verschiedenen Berühmtheiten und fiktiven Charakteren beschrieben, die in einem Kampf gegen Satan endet.

## Präsentation und Technik

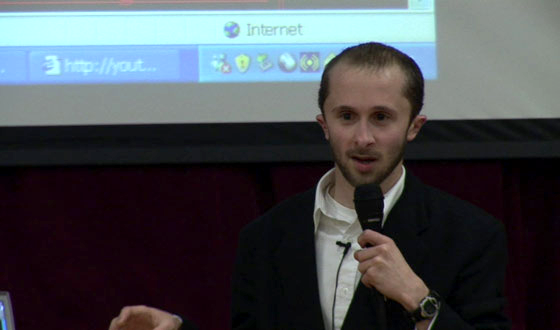
Daniel Ledonne, der Entwickler des Spiels

Durch das Verwenden des RPG-Makers hat das Spiel starke Ähnlichkeiten zu Konsolenrollenspielen der späten 1980er- und frühen 1990er-Jahre, wie beispielsweise entsprechende Teile der Final-Fantasy-Serie. So ist das Spiel in wenigen Farben und niedriger Auflösung gehalten und hat allgemein einen Comicstil aus der Vogelperspektive. Einem Artikel der Washington Post zufolge sei das Spiel „nicht besonders blutig“ („not especially bloody“). Außerdem wird digitalisiertes Material, das Videokameras von der Tat aufgenommen haben, und Archivmaterial aus verschiedenen Medienberichten über diese in Sequenzen des Spiels verwendet. Von Zeit zu Zeit werden zudem Liedtexte zitiert, die in Zusammenhang mit dem Musikgeschmack der Täter gebracht wurden.
Der Spielablauf ist ebenfalls vergleichbar mit oben genannten Spielen. Der Spieler bewegt die Charaktere in der Umgebung der nachgestellten Schule und provoziert durch Berührungen mit NPCs rundenbasierte Kämpfe. Wie im Genre üblich können dann verschiedene Angriffe gewählt werden oder Gegenstände benutzt werden. Nach jedem Kampf erhalten die Spielfiguren Erfahrungspunkte und steigen dadurch im Level. Ebenfalls ist ein rudimentäres Ausrüstungssystem im Spiel enthalten. So ist es dem Spieler möglich, die Protagonisten mit dem Ego-Shooter Doom oder einer Marilyn-Manson-CD auszurüsten, um deren Fähigkeiten zu steigern. Der Schwierigkeitsgrad ist im ersten Teil moderat gehalten, da es jederzeit möglich ist, auf dem Schulparkplatz die Trefferpunkte und Munition aufzufüllen. Zudem können die NPCs im Gegensatz zu den Spielfiguren nicht im Level steigen.

## Kritik
Die Reaktionen über das Spiel reichen von abstoßend, wie zum Beispiel Brian Rohrboug (dessen Sohn beim Amoklauf erschossen wurde) anführt, bis hin zu Lobpreisungen. Ian Bogost, Professor an der Georgia Tech University, hält Super Columbine Massacre RPG für „mutig und ausgefeilt“. Eine Art Spiel, von der mehr benötigt werden würde. Brent Bozell III, ein in den USA bekannter konservativer Aktivist, griff Bogost für diese Äußerungen scharf an und betitelte ihn als Idioten. Im gleichen Beitrag bezeichnet er auch den Spielautor als Perversen („sicko“). Roger Kovacs, der mit Rachel Joy Scott befreundet war, hält es für verwerflich, dass durch das Spiel Rachel immer und immer wieder getötet werden könne. Hingegen beschreibt Richard Castaldo, der seit dem Amoklauf von der Hüfte abwärts gelähmt ist, dass zwar Teile des Spiels hart für ihn gewesen seien, er das Spiel aber auch in einer gewissen Art und Weise schätze. Der Spiegel erklärt sich die Kontroverse über SCMRPG!, indem es eine „satirische Abrechnung mit den Mördern und ihrem verdrehten Weltbild“ sei, die „auf Nichtspieler aber wie blanker Zynismus“ wirke.
Zum Slamdance Film Festival 2007, bei dem auch jährlich in der Slamdance Guerilla Games Competition ein Computerspielpreis verliehen wird, wurde Super Columbine Massacre RPG! nominiert. Die Teilnahme des Spiels wurde jedoch im Januar 2007 verweigert, worauf sich sechs der restlichen 14 Finalisten ebenfalls vom Wettbewerb zurückzogen. Aufgrund dieser Vorkommnisse wurde der Award für Spiele 2007 nicht verliehen.
Das amerikanische Computermagazin PC World bezeichnet SCMRPG! als Nummer zwei der zehn schlechtesten Spiele aller Zeiten.
Am 13. September 2006 tötete der Kanadier Kimveer Gill am Dawson College, Westmount, eine Person und verletzte 19 weitere. Nach der Tat erschoss sich der Täter selbst. Nach einer Meldung der AP soll SCMRPG! eines der Spiele gewesen sein, die Gill auf seiner Website erwähnt habe. Die Welt berichtete, der „Täter liebte das Computerspiel „Super Columbine Massacre“ über alles“.